# Ipsometro
L'ipsometro è uno strumento impiegato in dendrometria.
Le difficoltà legate alla cubazione di fusti non atterrati portò alla creazione di questo strumento. 

Il principio trigonometrico che ne è alla base è quello che permette la determinazione di un cateto conoscendone l'altro e la tangente dell'angolo compreso tra quest'ultimo e l'ipotenusa. 

Con l'ipsometro si riesce a calcolare l'altezza dell'albero conoscendo la distanza da esso e l'angolo di inclinazione della linea di mira.